# Селим II
Селим II (на турски: II.Selim), наричан по прякор Пияницата, е 11-ият султан на Османската империя, управлява в периода 7 септември 1566 – 15 декември 1574 година. Завзема Йемен и о-в Кипър. По негово време флотът претърпява поражение в битката при Лепанто. Той е син на Сюлейман Великолепни и Хюррем Султан. През 1545 година в Кония се запознава и влюбва в Нурбану Султан, венецианка и Валиде султан.
Изявен държавен везир в дивана по времето на Селим II е Йосиф Наси, а велик везир – херцеговинецът Мехмед паша Соколович, който е женен за султанската дъщеря Есмихан Султан. Според думите на Луиджи Басано от 1574 г. султан Селим II освен турски знаел и славянски език, на който той много държал, тъй като на него говорят много народи в империята му.
По времето на Селим II с първата руско-турска война започват конфликтите между Османската Империя и Русия.